# Seznam ruskih hokejistov na ledu
Seznam ruskih hokejistov na ledu. (Glej tudi Ruski hokejski hram slavnih) 

## A
- Dimitrij Afanasenkov
- Boris Afanasijev
- Maksim Afinogenov
- Sergej Agejkin‎
- Venjamin Aleksandrov
- Aleksander Almetov
- Sergej Andronov
- Mihail Anferov
- Vjačeslav Anisin
- Viktor Antipin
- Vladimir Antipov
- Konstantin Astrahancev

## B
- Jevgenij Babič
- Sergej Babinov
- Aleksander Barabanov
- Aleksander Barkov jr.
- Jurij Baulin
- Sergej Bautin
- Jevgenij Belošejkin
- Anton Belov
- Zinetula Biljaletdinov
- Vjačeslav Bikov
- Valentin Bistrov
- Viktor Blinov
- Jurij Blinov
- Vsevolod Bobrov
- Sergej Bobrovski
- Aleksander Bodunov
- Igor Boldin
- Nikolaj Borščevski
- Vladimir Brežnjev
- Ilja Brizgalov
- Pavel Bure
- Valerij Bure
- Vjačeslav Bucajev
- Ilja Bjakin
- Mihail Bičkov
- Ilja Brizgalov

## C
- Viktor Ciplakov
- Jurij Cicinov
- Genadij Cigankov

## Č
- Aleksander Čerepanov‎
- Vladimir Činov‎
- Aleksander Černih
- Arkadij Černišov

## D
- Pavel Dacjuk
- Jevgenij Dadonov
- Jevgenij Davidov
- Vitalij Davidov
- Igor Dekonski
- Denis Denisov
- Igor Dimitrijev
- Nikolaj Drozdecki

## E
- Aleksander Eremenko

## F
- Vjačeslav Fetisov
- Aleksander Filipov
- Anatolij Firsov
- Fjodor Fjodorov
- Jurij Fjodorov
- Sergej Fjodorov
- Valerij Fomenkov
- Dimitrij Frolov

## G
- Vladislav Gavrikov
- Aleksander Gerasimov
- Irek Gimajev
- Vladimir Golikov
- Aleksander Golikov
- Sergej Gončar
- Valentin Granatkin (1908 - 1979)
- Vladimir Grebenikov
- Jevgenij Grošev
- Aleksej Gurišev
- Aleksej Gusarov
- Aleksander Gusev
- Genadij Gusev
- Nikita Gusev
- Sergej Gusev

## H
- Valerij Harlamov
- Nikolaj Hlistov
- Jurij Hmiljov
- Andrej Homutov

## I
- Edvard Ivanov

## J
- Aleksander Jakušev
- Viktor Jakušev
- Viktor Jaroslavcev
- Aleksej Jašin
- Sergej Jašin
- Vladimir Jelizarov
- Jevgenij Jerkin
- Anatolij Jonov
- Vladimir Jurzinov
- Dimitrij Juškevič

## K
- Dimitrij Kalinin
- Valerij Kamenski
- Jan Kaminski
- Sergej Kapustin
- Aleksander Karitonov
- Nikolaj Karpov
- Valerij Karpov
- Aleksander Karpovcev
- Aleksej Kasatonov
- Bogdan Kiselevič
- Konstantin Klimov
- Aleksander Komarov
- Viktor Konovalenko
- Vladimir Konstantinov
- Jurij Kopilov
- Pavel Korotkov
- Sergej Korotkov
- Vitalij Kostarjev‎
- Sergej Kotov
- Ilja Kovalčuk
- Andrej Kovalenko
- Aleksej Kovalev
- Vladimir Kovin
- Viktor Kozlov
- Aleksander Koževnikov
- Igor Kravčuk
- Sergej Krivokrasov
- Viktor Krivolapov
- Vladimir Krutov
- Viktor Krutov
- Jurij Krilov
- Nikita Kučerov
- Alfred Kučevski
- Boris Kulagin
- Denis Kuljaš
- Valentin Kuzin
- Viktor Kuzkin
- Ivan Kuznecov
- Jevgenij Kuznecov
- Viktor Kuznecov

## L
- Igor Larionov
- Jurij Lebedev
- Konstantin Loktev
- Andrej Lomakin
- Vladimir Lutčenko
- Jurij Ljapkin

## M
- Jevgenij Majorov
- Boris Majorov
- Nikolaj Makarov
- Sergej Makarov
- Vladimir Malahov
- Aleksander Malcev
- Albert Malgin
- Jevgenij Malkin
- Andrej Markov
- Aleksander Martinjuk
- Boris Mihajlov
- Maksim Mihajlovski
- Sergej Milnikov
- Andrej Mironov
- Boris Mironov
- Dimitrij Mironov
- Vladimir Miškin
- Jevgenij Mišakov
- Grigorij Mkrtičan
- Aleksander Mogilni
- Jurij Mojsejev
- Aleksej Morozov
- Jurij Morozov
- Sergej Mozjakin

## N
- Vladislav Namestnikov
- Sergej Nemčinov
- Ivan Neprjajev
- Valerij Ničuškin
- Viktor Nikiforov
- Valerij Nikitin
- Andrej Nikolišin

## O
- Aleksander Ovečkin

## P
- Jevgenij Paladjev
- Artemij Panarin
- Jurij Pantjuhov
- Sergej Paramonov
- Jurij Paramoškin
- Aleksander Paškov
- Vasilij Pervuhin
- Boris Petelin
- Sergej Petrenko
- Vladimir Petrov
- Stanislav Petuhov
- Sergej Plotnikov
- Viktor Polupanov
- Vladimir Polupanov
- Vladimir Popov
- Vitalij Prohorov
- Vitalij Proškin
- Sergej Prjahin
- Viktor Prjažnikov
- Ivan Provorov
- Nikolaj Pučkov
- Sergej Puškov
- Vladimir Putin

## R
- Igor Rasko
- Aleksander Ragulin
- Vladimir Repnjov
- Aleksender Rjazancev
- Igor Romiševski
- Aleksander Rožkov

## S
- Sergej Samsonov
- Andrej Sapožnikov
- Aleksander Semak
- Aleksander Sjomin
- Anatolij Semjonov
- Aleksander Sapelkin
- Aleksander Sidelnikov
- Genrih Sidorenkov
- Aleksander Skvorcov
- Aleksander Smirnov
- Nikolaj Snetkov‎
- Vjačeslav Soloduhin
- Nikolaj Sologubov
- Maksim Sokolov
- Ilja Sorokin
- Sergej Sorokin
- Sergej Starikov
- Vjačeslav Staršinov
- Igor Stelnov
- Sergej Stolbun
- Andrej Svečnikov
- Sergej Svetlov

## Š
- Vladimir Šadrin
- Viktor Šalimov
- Jurij Šatalov
- Vladimir Ščurjenko
- Sergej Šendeljev
- Sergej Šepeljev
- Vladimir Šepovalov
- Igor Šestjorkin
- Oleg Ševcov
- Vadim Šipačov
- Mihail Štalenkov
- Viktor Šuvalov

## T
- Anatolij Tarasov
- Mihail Tatarinov
- Ivan Telegin
- Viktor Tihonov
- German Titov
- Jurij Tjurin
- Vladimir Tkačjov
- Oleg Tolmačov
- Pavel Torgajev
- Andrej Trefilov
- Ivan Tregubov
- Vladislav Tretjak
- Viktor Tjumenev

## U
- Dimitrij Ukolov
- Aleksander Uvarov

## V
- Igor Varicki
- Mihail Varnakov
- Andrej Vasilevskij
- Mihail Vasiljev
- Valerij Vasiljev
- Vladimir Vikulov
- Sergej Vijšedkevič
- Vladimir Vikulov
- Aleksander Vinogradov (rojen 1918)
- Aleksander Vinogradov (rojen 1970)
- Vitalij Višnevski
- Aleksander Volčkov
- Leonid Volkov
- Jurij Volkov

## Z
- Boris Zapriagajev
- Boris Zajcev
- Oleg Zajcev
- Valerij Zelepukin
- Jevgenij Zimin
- Viktor Zinger
- Artjom Zub
- Sergej Zubov
- Vladimir Zubkov
- Andrej Zujev

## Ž
- Aleksej Žamnov
- Pavel Žiburtovič
- Sergej Žinoviev
- Aleksej Žitnik
- Viktor Žluktov
- Sergej Žvjagin